# North Miami Beach
North Miami Beach és una població dels Estats Units a l'estat de Florida. Segons el cens del 2007 tenia 38.201 habitants.

## Demografia
Segons el cens del 2000, North Miami Beach tenia 40.786 habitants, 13.987 habitatges, i 9.804 famílies. La densitat de població era de 3.174,9 habitants/km².
Dels 13.987 habitatges en un 37,6% hi vivien nens de menys de 18 anys, en un 44,3% hi vivien parelles casades, en un 19,5% dones solteres, i en un 29,9% no eren unitats familiars. En el 23,9% dels habitatges hi vivien persones soles el 8,6% de les quals corresponia a persones de 65 anys o més que vivien soles. El nombre mitjà de persones vivint en cada habitatge era de 2,89 i el nombre mitjà de persones que vivien en cada família era de 3,44.
Per edats la població es repartia de la següent manera: un 27,3% tenia menys de 18 anys, un 9,4% entre 18 i 24, un 30,9% entre 25 i 44, un 21,1% de 45 a 60 i un 11,3% 65 anys o més.
L'edat mitjana era de 34 anys. Per cada 100 dones de 18 o més anys hi havia 86,3 homes.
La renda mitjana per habitatge era de 31.377 $ i la renda mitjana per família de 35.047 $. Els homes tenien una renda mitjana de 26.278 $ mentre que les dones 22.110 $. La renda per capita de la població era de 14.699 $. Entorn del 18,4% de les famílies i el 20,5% de la població estaven per davall del llindar de pobresa.

## Poblacions més properes
El següent diagrama mostra les poblacions més properes.